# Pedaria juhellegrandi
Pedaria juhellegrandi là một loài bọ cánh cứng trong họ Bọ hung (Scarabaeidae).